# Фальмерайер, Якоб Филипп

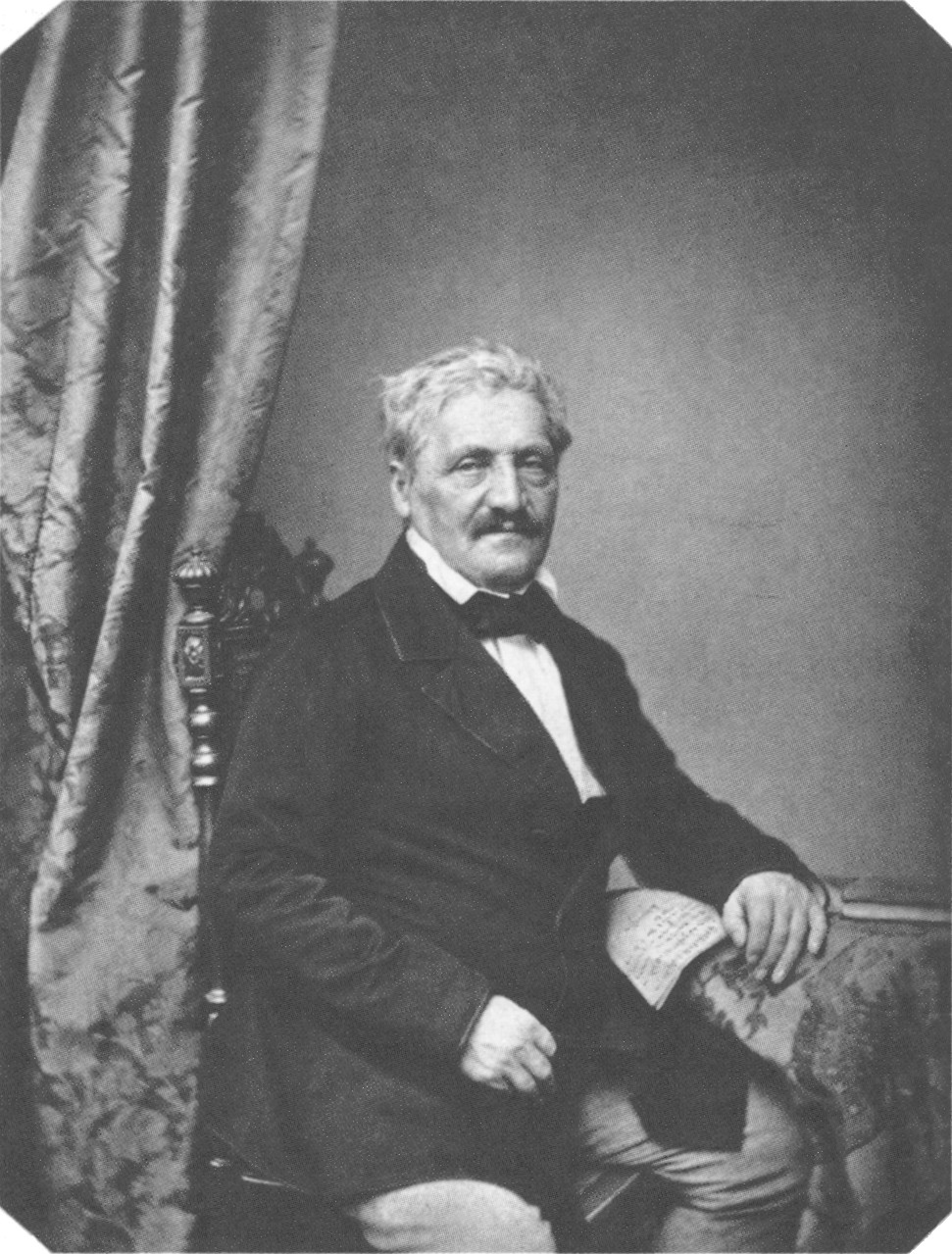
Портрет работы Франца Ганфштенгля 1860

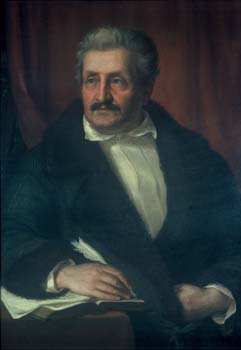
Портрет Фальмерайера, Баварская академия наук

Я́коб Фили́пп Фальмерайер (нем. Jakob Philipp Fallmerayer; 10 декабря 1790, Брессаноне — 26 апреля 1861, Мюнхен) — тирольский путешественник, журналист, политик и историк, более всего известный своей оспоренной уже при его жизни расиалистской теорией о происхождении современных греков, и описаниями путешествий.

## Биография

### Образование
Фальмерайер родился, седьмым из десяти детей, в деревне Вайлер-Пайрдорф в Тироле (ныне в составе города Бриксен) 10 декабря 1790 года. В это время регионом владела Австрийская империя, затем в 1805 году он стал частью Баварии, а в настоящее время находится в Италии. Родители Фальмерайера были мелкими фермерами. С семилетнего возраста Фальмерайер посещал местную школу в деревне Чёч и работал пастухом. В 1801 году семья переехала в Бриксен, где отец Фальмерайера нашёл работу наёмным рабочим. Фальмерайер поступил в «народную школу» (Volksschule), где он впечатлил своим талантом преподававших там священников. В 1803 году он продолжил образование в гимназии, которую окончил в 1809 году с дипломом в метафизике, математике и философии религии (Бриксенская гимназия сегодня носит имя Фальмерайера).
После этого он оставил Тироль, охваченный антибаварским восстанием Андреаса Гофера, и уехал в Зальцбург. В Зальцбурге Фальмерайер нашёл работу домашним учителем, и поступил в Бенедиктинскую семинарию, где изучал классическую, современную и восточную филологию, литературу, историю, и философию. После лет учёбы он решил предоставить себе тишину и мир, необходимые для студенческой жизни, поступлением в аббатство монастыря Кремсмюнстер, но трудности поставленные на его пути баварскими чиновниками исключили исполнение этих намерений. В университете Ландсхута (сегодня Мюнхенский университет Людвига-Максимилиана), в который он перешёл 1812 году, он вначале посвятил себя юриспруденции, но вскоре обратил своё внимание исключительно на историю и классическую и восточную филологию. Его самые необходимые расходы покрывались стипендией от Баварской короны.

### Начало карьеры
В конце 1813 года, когда Наполеоновские войны были ещё в разгаре, Фальмерайер решил искать славы в военной карьере и вступил в баварскую пехоту как субалтерн. Он сражался с отличием при Ханау 30 октября 1813 года, и служил в ходе кампании во Франции. Он оставался в оккупационной армии на берегах Рейна до битвы при Ватерлоо, провёл шесть месяцев в Орлеане как адъютант генерала von Spreti. 2 года гарнизонной жизни в Линдау (Бавария) Боденское озеро убедили его в том, что его желание искать военной славы невыполнимо, и он посвятил себя вместо этого изучению современного греческого, персидского и турецкого языков.
Оставив службу в 1818 году, он стал учителем латинского и греческого в гимназии Аугсбурга, где среди его учеников был молодой Наполеон III. В Аугсбурге его либеральные, антиклерикальные склонности, которые он уже начал развивать в студенческие годы, выражали оппозицию растущему ультрамонтанству Баварского государства.
В 1821 году Фальмерайер получил приглашение в Progymnasium в Ландсхуте, где он продолжил преподавать классические языки, в дополнение к церковному, немецкому, истории, и географии. Ландсхут в эти годы был большим университетским городом, и Фальмерайер использовал возможности его источников продолжая изучение истории и языков.
В феврале 1823 года Фальмерайер проявил интерес к премии которую назначила Датская королевская академия наук с целью поощрить исследования в области истории Трапезундской империи. Это средневековое царство расположенное на южном берегу Чёрного моря, было известно в те годы только из разрозненных ссылок в византийских и турецких хрониках. Фальмерайер начал собирать дополнительные источники на разных языках, включая арабские и персидские, из библиотек со всей Европы, и переписывался с разными учёными, включая Сильвестр де Саси, Антуан Исаака и Карл Бенедикт Газе. В декабре того же года Фальмерайер представил свою рукопись в Датскую Академию, и в 1824 году был награждён премией. Однако работа Фальмерайера, «История Трапезунской империи» (Geschichte des Kaisertums von Trapezunt), не была опубликована до 1827 года. Фальмерайер попытался обратить свой успех в профессиональное продвижение в Баварскую систему образования.
В конце 1824 года он получил звание профессора ландсхутской гимназии, но в ряде писем к королям Баварии, сначала Максимилиану I и затем, после его смерти, Людвигу I, Фальмерайер запрашивал дополнительные средства для своих исследований и место профессора в Университете Ландсхута. Эти запросы были отклонены, вероятно по причине либеральных политических взглядов Фальмерайера. В 1826 году Университет Ландсхута переехал в Мюнхен, столицу баварского государства, а мюнхенский Лицей переехал в Ландсхут. Фальмерайер получил звание профессора истории в Лицее.
В академическом году 1826-27 он предложил курс лекций по Универсальной истории. Его первая лекция была отмечена, ещё раз, антиклерикализмом и реформистско-либеральными политическими взглядами. Он вернулся к этим темам в своей последней лекции, в которой он представил своё видение объединённой Европы под «правлением общественной добродетели и законов». Эти лекции, вместе с его «непатриотическими» лекциями по Баварской истории, начали вызывать критицизм более консервативных элементов академического истеблишмента.
В 1827 году его Geschichte des Kaisertums von Trapezunt была наконец опубликована, и встречена всеобщим одобрением со стороны рецензентов, включая Нибур, Бартольд Георга и Carl Hase. Реакция Баварского истеблишмента была несколько прохладнее, частично по причине предисловия к книге. Здесь Фальмерайер заявил что «закон природы», используемый для достижения земной власти священников, ведёт к «глубочайшей деградации человеческой расы».

### Греческая (славянская) теория
После издания своего Трапезундского исследования, Фальмерайер обратил свою деятельность к другому греко-язычному региону Средневековья, к Морее. В частности, основываясь только на имевшей место, но иногда мнимой, славянской топонимике Мореи, где ему однако удалось побывать только через 3 года, он развил свою теорию о том что древнее, «эллинское», население южных Балкан было истреблено во время Великого переселения народов славянами и заменено ими. Подобная идея была уже предложена британским путешественником Ликом, но Фальмерайер превратил её в теорию, которую он пропагандировал с характерным рвением.
Первый том Фальмерайера под названием «История полуострова Морея в Средние века» (Geschichte der Halbinsel Morea während des Mittelalters) появился в 1830 году. В этом томе Фальмерайер, сопоставлял топонимику Мореи и знакомых ему славянских земель Австрии, таких, как Чехия, и топонимику на картах России.
Выводы своего первого сравнительного анализа Фальмерайер со рвением защищал всю свою последующую жизнь фразой «у писателя были правильные взгляды, касательно этих вопросов, до того как он посетил Грецию и обнаружил весь необходимый материал». При этом Фальмерайер осознавал, что население Мореи продолжало говорить на греческом. Но его предположение что «если кто-то предпримет попытку собрать все славянские и славянского происхождения слова в языке жителей Мореи, урожай будет значительно большим нежели предполагают некоторые» не оправдалось. Вскоре лингвисты Миклошич, Франц, Meyer и Vasmer пришли к заключению что «не наблюдается структурного влияния языка никакого завоевателя на греческий, кроме как на уровне простых лексических займов, но которые в данном случае не превышают 500 и из которых только 60 слов являются общими для всех греков и относятся в основном к сельскохозяйственной сфере». Чистота греческого языка и само его существование были одними из главных аргументов критиков теории Фальмерайера о истреблении древнего эллинизма славянами.
При этом современный греческий переводчик и комментатор Фальмерайера Константин Романос отмечает, что будет несколько ошибочным утверждать что Фальмерайер считал современных греков славянами. Тот факт что население Мореи по-прежнему говорило на греческом Фальмерайер объяснил следующим образом: славяне истребили и вытеснили эллинов с 6-го по 9-й века. В конечном итоге, славяне, в свою очередь, были покорены или истреблены византийскими императорами, которые заселили Морею грекоязычными переселенцами с восточного берега Эгейского моря, но которых Фальмерайер не считал эллинами. К тому же они были носителями более варварской формы греческого языка «византийского, христианского греческого».
Только что закончилась девятилетняя Освободительная война греков вызвавшая явление филэллинизма в интеллектуальных либеральных и революционных кругах Европы и обратное явление антиэллинизма в консервативных кругах, где «Австрия Франца I и Меттерниха выделялась как самый тёмный и беспощадный враг Греции».
Для консервативных кругов Европы «Священного Союза» Греческая революция являлась скандалом, создавшим новую реальность — греческое государство на территории султана.
Сам Фальмерайер писал что возрождение греческого государства являлось самым большим событием века.
Но своей декларацией в прологе первого тома, Фальмерайер сознательно и абсолютно поставил под сомнение все существовавшие каноны о новом эллинизме и сам a priori избрал для себя место врага возрождённого греческого государства и его идеологических предпосылок
«Оставляя в стороне острова и другие греческие земли» и «рассматривая Пелопоннес как материнскую землю и колыбель рода эллинов», Фальмерайер писал:

Род эллинов исчез из Европы. Естественная красота, интеллектуальный блеск, врождённая гармония и простота, искусство, состязание, город, деревня, великолепие колонн и храма — в действительности, даже имя пропало с поверхности греческого континента…. Ни единой капли чистой крови эллинов не течёт в венах христианского населения сегодняшней Греции.

Этот феномен был далее преподнесён как признак потенциала «Славянских» наций к подавлению «латинян» и «германцев», линия которую он позже будет развивать в своих политических работах.
Далее он аргументировал что Великие державы, которые поддержали Освободительную войну греков, «опьянённые классикой» были введены в заблуждение касательно характера нового греческого государства. Работа Фальмерайера была глубоко идеологической, ведомой политическими мотивами и целями. По причине страха перед Российской экспансии в Средиземное море, он желал видеть сильную Османскую империю и обратился к Европейским силам оставить свой филэллинизм и подавить Освободительную борьбу греков против турок.
Weihmann писал, что работа Фальмерайера являлась предупреждением к «витающим в облаках» европейским филэллинам о опасностях политического союза между греками и русскими, народами, которые были тесно связаны православной верой и — гипотетическим — общим славянским происхождением.
История полуострова Морея (Geschichte der Halbinsel Morea) столкнула Фальмерайера с европейскими филэллинами в целом, и с баварским королём Людвигом I в частности Людвиг был, убеждённым филэллином который уже в 1829 году начал продвигать кандидатуру своего сына, Оттона, на греческий трон (Оттон стал королём Греции в 1832 году). Филэллинизм Людвига был в действительности основан на убеждении что Греческое восстание против османского ига представляет возвращение античной Эллинской добродетели.
Людвиг был раздражён Фальмерайером что привело к задержке подтверждения его избрания в Баварскую академию наук.
Рецензии учёных на работу Фальмерайера были сразу же негативными. Он был обвинён в филологических заблуждениях словенским лингвистом Копитаром, и в неправильном толковании исторических источников историками Johann Zinkeisen и Carl Hopf. Идеи Фальмерайера вызвали свирепую реакцию многих учёных воссозданного греческого государства, но вызвали также исследования подтверждающие непрерывность в греческой историографии и связи между современными греками и древней греческой цивилизацией.

### Путешествия

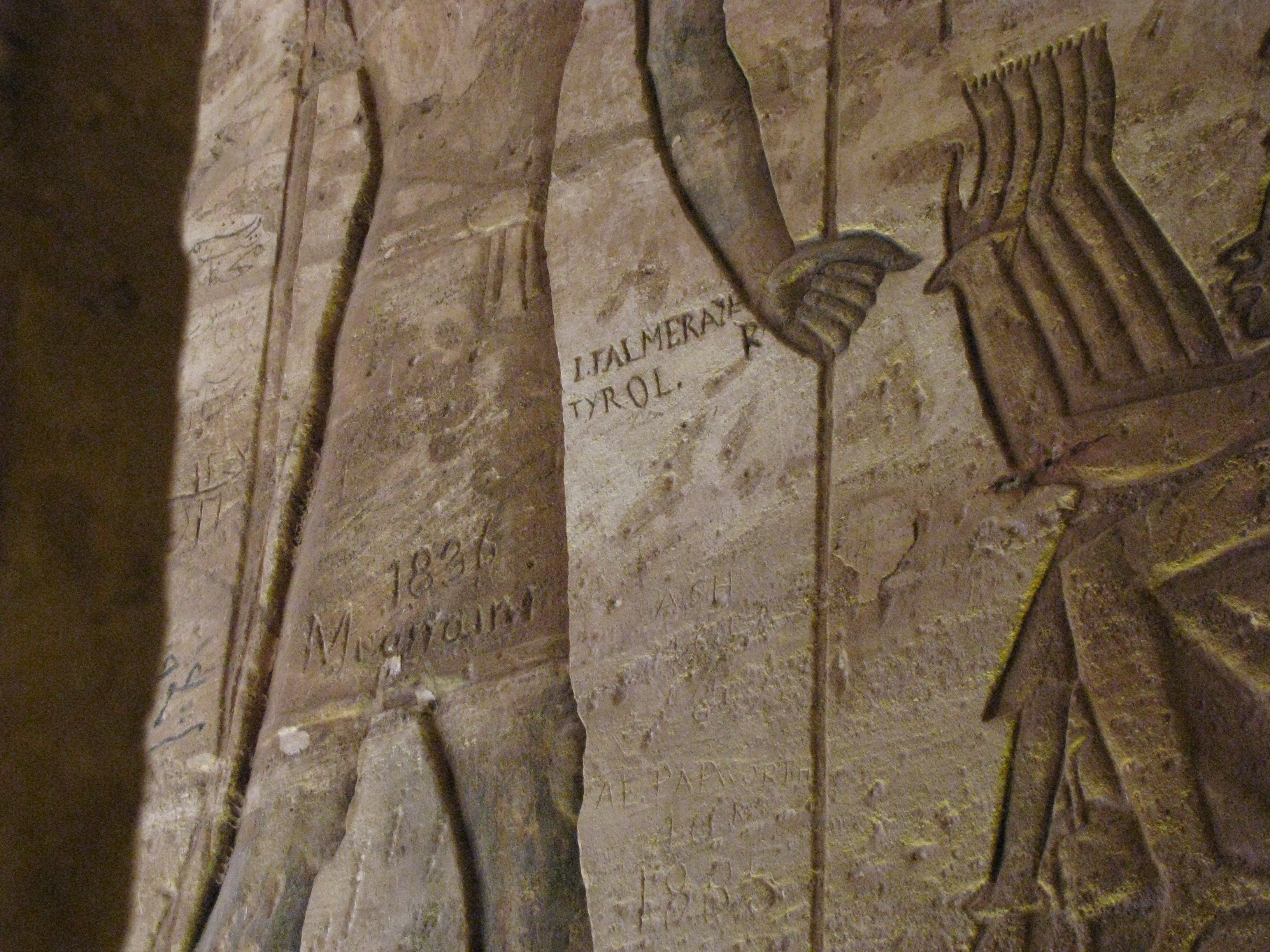
Надпись, оставленная Якобом Фальмерайером в Большом храме Рамсеса II, Абу-Симбел, Египет

Расстроенный критической реакцией на его работу о Морее, Фальмерайер решил отправиться в путешествие за границу для сбора материала для задуманного второго тома. Случай представился сам собой, когда русский граф Остерман-Толстой, Александр Иванович прибыл в Мюнхен, в поисках знающего компаньона для путешествия на Восток. Фальмерайер получил годовой отпуск от своих преподавательских обязанностей, и в августе 1831 года отбыл из Мюнхена вместе с Остерман-Толстым. Путешественники отбыли сначала из Триеста в Александрию, планируя прибыть в Иерусалим на Рождество. Вместо этого они остались в Египте около года, и отбыли в Палестину летом 1832 года. В начале 1833 года они отправились морем в Константинополь через Кипр и Родос.
В ноябре 1833 года Фальмерайер наконец вступил на землю Мореи, где пробыл месяц после чего отправился севернее в Аттику. Здесь Фальмерайер был поражён преобладанием диалекта албанского языка во многих селениях области, что дало ему пищу для продолжения своей теории, теперь уже относительно Аттики. Но здесь Фальмерайер оказался в центре скандала. До этого он в своей теории использовал почти исключительно топонимику.
Единственный документ приведённый Фальмерайером и стал причиной скандала. Греческий археолог Питтакис, Кирьякос вручил ему в Афинах «Хронику монастыря Св. Анаргиров». Основываясь на «Хронике», Фальмерайер стал утверждать в своём втором томе что с эпохи Юстиниана Аттика обезлюдела на 400 лет и что остатки афинян выбрались на остров Саламин. Но 400 лет оказались на поверку тремя годами. Греческий историк Папарригопулос, Константинос утверждал, что Фальмерайер сознательно подделал цифру, выстраивая свою теорию. Скопетеас пишет, что цифра была подделана, чтобы вызвать интерес у Фальмерайера. Велудис пишет, что именно Питтакис подделал цифру, чтобы дискредитировать Фальмерайера и представить его дилетантом.
После Аттики путешественники прибыли в Италию в феврале 1834 года, и вернулись в Мюнхен в августе того же года. По возвращении Фальмерайер обнаружил что Лицей Ландсхута переехал в Фрайзинг, и что его должность была ликвидирована. За этим преждевременным «уходом на пенсию» находились «известные убеждения (Фальмерайера), которые, в частности в религиозных вопросах, были несовместимы с профессией преподавателя». Вместо этого ему было предложено место Ordinarius члена Баварской академии, где его первая лекция была теперь о «албанизации» населения Аттики. Его лекция получила ответ с атакой на его теории от Friedrich Wilhelm Thiersch, что привело к их последующим спорам в Мюнхенских академических кругах, а также в широкой прессе.
Дискуссия имела остро выраженную политическую составляющую, где Thiersch представлял позицию «Idealpolitik», согласно которой Бавария должна поддержать греческое государство, и Фальмерайера пропагандирующего умывающую руки «Realpolitik.» Эта политическая полемика была спровоцирована ещё далее прологом ко второму тому Фальмерайерской Geschichte, изданной в 1836 году, в которой он писал, основываясь на массовом участии православных арнаутов в войне, что Греческая Освободительная война была «чисто албанской, а не эллинской революцией.»
1839 год ознаменовал начало карьеры Фальмерайера как корреспондента Allgemeine Zeitung, в которой он продолжал писать до своей смерти. Вклад Фальмерайера в AZ включал эссе путешествий, рецензии книг, политическую колонку и фельетоны.
Вскоре Фальмерайер покинул страну снова, по причине политических неурядиц, и провёл наибольшую часть следующих четырёх лет в путешествиях, проведя зиму 1839—1840 года с графом Толстым в городе Женева. Между июлем 1840 года и июнем 1842 года Фальмерайер предпринял своё второе большое путешествие, отправившись из Регенсбурга и путешествуя вдоль Дуная и через Чёрное море в Трапезунд.После длительного пребывания в Трапезунде, Константинополе, Афоне полуострове Халкидики и остальной Македонии, и Афинах, он вернулся в Мюнхен через Триест и Венецию.
Фальмерайер опубликовал ряд репортажей из этого путешествия в AZ, в которых он предоставил смесь политических наблюдений, повторные заявления и дальнейшее развитие своей Греческой теории, и «очаровательные описания Анатолийских и Турецких пейзажей которые сравнивают с лучшими образцами описаниями путешествий Reisebilder 19-го века».
В течение своего годового пребывания в Константинополе (с 10 октября 1841 года до 24 октября 1841 года), Фальмерайер начал пропагандировать европейскую поддержку Османской империи как оплота против возрастающего влияния Российской империи на Балканах. Эти статьи были собраны и опубликованы в 1845 году под заголовком «Отрывки с Востока» (Fragmente aus dem Orient). Слава Фальмерайера как литератора основывается в основном на этой работе. По возвращении в Мюнхен Фальмерайер зачитал свой труд «О происхождении современных греков» на заседании Баварской академии наук. Академия отвергла его работу, и Фальмерайер был признан ответственным за клевету на греков в Европе.
Антирусские сентименты Фальмерайера ещё не были полностью развиты, и по его возвращении в Мюнхен в 1842 году, он получил дружескую помощь от русского поэта и дипломата Тютчева. Позже Нессельроде, Карл Васильевич и Бенкендорф, Александр Христофорович попытались использовать этот факт в поисках нового представителя русских интересов в Германии.
Филэллинизм связывающий прямой линией современных и древних греков но обходивший византийское средневековье давал Западу возможность отделять греков от остальных балканских народов и создавал предпосылки своего покровительства. Напротив теория Фальмерайера утверждавшая о славянском периоде в истории средневековой Греции создавала идеологическую поддержку российской политике в годы расцвета панславизма.
Греческий тезис Фальмерайера вызвал интерес в русских кругах, и вероятно по этой причине Тютчев обратился к Фальмерайеру и предложил ему служить в роли журналистского рупора царской политики. Фальмерайер отказался, и предполагается что его растущая оппозиция русскому экспансионизму была вызвана этим столкновением. Но Фальмерайер замалчивал тот вторичный с научной точки зрения, но важный политический, факт, что своей теорией о гипотетическом славянском прошлом Греции он предоставил идеологическое оружие «славянской экспансии», которой так боялся, и оружие, которое российская политика могла использовать при необходимости.
В 1845 году, когда Fragmente были опубликованы, недоверие Фальмерайера к русским царям привело его к рассмотрению всемирно-исторического развития противоположного идеалистическим описаниям Гегеля и самого видного оппонента Фальмерайера Тирша. Вместо непрерывного прогресса в направлении свободы Фальмерайер воспринимал историю как фундаментальную полярность между «Востоком» и «Западом»:

Примерно восемнадцать эонов [греч. веков], вся история была результатом борьбы между двумя основными элементами, разделёнными с самого начала божественной силой : гибкий жизненный процесс с одной стороны, и бесформенный, неразвивающийся стасис (греч.позиция, положение) с другой. Символ первого — это вечный Рим, с Западом простирающимся за ним; символ второго — это Константинополь, с окостенелым Востоком … То, что славяне должны быть одним из двух мировых факторов, или если кто-то предпочитает, тенью сверкающего образа европейского гуманизма, и следовательно устройство планеты не допускает философскую реконструкцию без их согласия, является самой великой научной ересью нашего времени.

Тирш ещё раз ответил на эту полемику в статье, также опубликованной в AZ, аргументируя тем, что воздвижение западноевропейских правителей на троны новых славянских государств на Балканах будет достаточным, чтобы предотвратить восстановление «новой Византийско-Эллинской мировой империи».
Эссе Фальмерайера в AZ вызвали внимание Баварского наследного принца Максимилиана, чьи политические взгляды были значительно более либеральными нежели его отца. Между 1844 и 1847 годами Фальмерайер служил Максимилиану как ментор, и время от времени как домашний учитель, по историческим и политическим вопросам.
Его анализ Балканской политики, предоставленный Максимиллиану в 1844 году, сохранился.
В мае 1847 года Фальмерайер предпринял своё третье и последнее восточное путешествие, отправившись из Мюнхена в Триест, откуда отбыл в Афины, где имел аудиенцию у короля Оттона. В июне он прибыл в Бююкдере, летнюю резиденцию константинопольской элиты, где пробыл 4 месяца. Здесь он был награждён турецким султаном, после чего отправился на юг, в Святые земли, через города Пруса и Смирна. В январе 1848 года он отбыл из Бейрута назад в Смирну, где и оставался до своего возвращения в Мюнхен. Заметки Фальмерайера в AZ с этого периода делают упор на прочность османского правления и реформистские тенденции в турецком правительстве, которые он противопоставлял «запущенному» состоянию Греческого королевства.

### 1848
Уже в 1847 году Людвиг I предпринял либеральную реформу Баварской системы образования, и 23 февраля, 1848 года, он назначил Якоба Фальмерайера профессором (Ordinarius) истории в Мюнхенский университет Людвига-Максимилиана, где он должен быть сменить недавно заболевшего Johann Joseph von Görres.
Фальмерайер, ещё находившийся в Смирне, получил новости в марте, был полностью застигнут врасплох, и немедленно вернулся в Мюнхен.
Однако Фальмерайер не успел преподать в университете. 25 апреля, до начала летнего семестра, он был избран как делегат от Баварии в Франкфуртское национальное собрание, продукт Революции 1848 года.
В мае бывший ученик Фальмерайера Максимилиан II, король Баварии после отречения его отца, призвал Фальмерайера на службу как политического советника. В этой роли Фальмерайер служил до конца 1848 года.
Поскольку парламентские дебаты обратились в августе к отношениям между церковью и государством, Фальмерайер принял бескомпромиссную антиклерикальную позицию и его репутация среди левых депутатов возросла.
В январе 1848 года он вновь поддержал крайне левое предложение, согласно которому новая, объединённая Германия должна была возглавляться демократически-избранным президентом. Наконец в июне, он последовал за радикальным Rumpfparlament, который представлял последнюю попытку сохранить парламентские структуры установленные в 1848 году, в Штутгарте.
Баварский режим запретил своим делегатам принимать участие в Штутгардском парламенте, и после его насильственного разгона 18 июня вюртембергскими войсками, Фальмерайер бежал в Швейцарию.
В сентябре 1849 года его назначение на факультет Мюнхенского университета было отменено Максимилианом II.
В декабре 1849 года баварским членам Штутгардского парламента была предоставлена амнистия, и в апреле 1850 года Фалмерайер вернулся в Мюнхен.

### Последние годы
Вскоре после возвращения Фальмерайера в Мюнхен, в ноябре 1850 года, мюнхенский профессор Johann Nepomuk von Ringseis произнёс «взрывоопасную» речь на сессии Баварской академии, где объявил о появлении в Баварии «философских левых воззрений», отмеченных либерализмом и атеизмом, которые рассматривали все религии как «патологическое состояние». Фальмерайер был на этой лекции и увидел в ней возможность вернуться в общественную сферу. Его ответ был опубликован в январе в лейпцигском Blätter für literarische Unterhaltung, либеральном журнале, который основал Брокгауз, Фридрих Арнольд. Здесь он не только ответил на взгляды Ringseis, но далее выразил своё мнение о деятельности академических институтов, и пропагандировал «Право на Свободное исследование и Свободу слова». Он также сделал несколько замечаний касательно внешнего облика Ringseis.

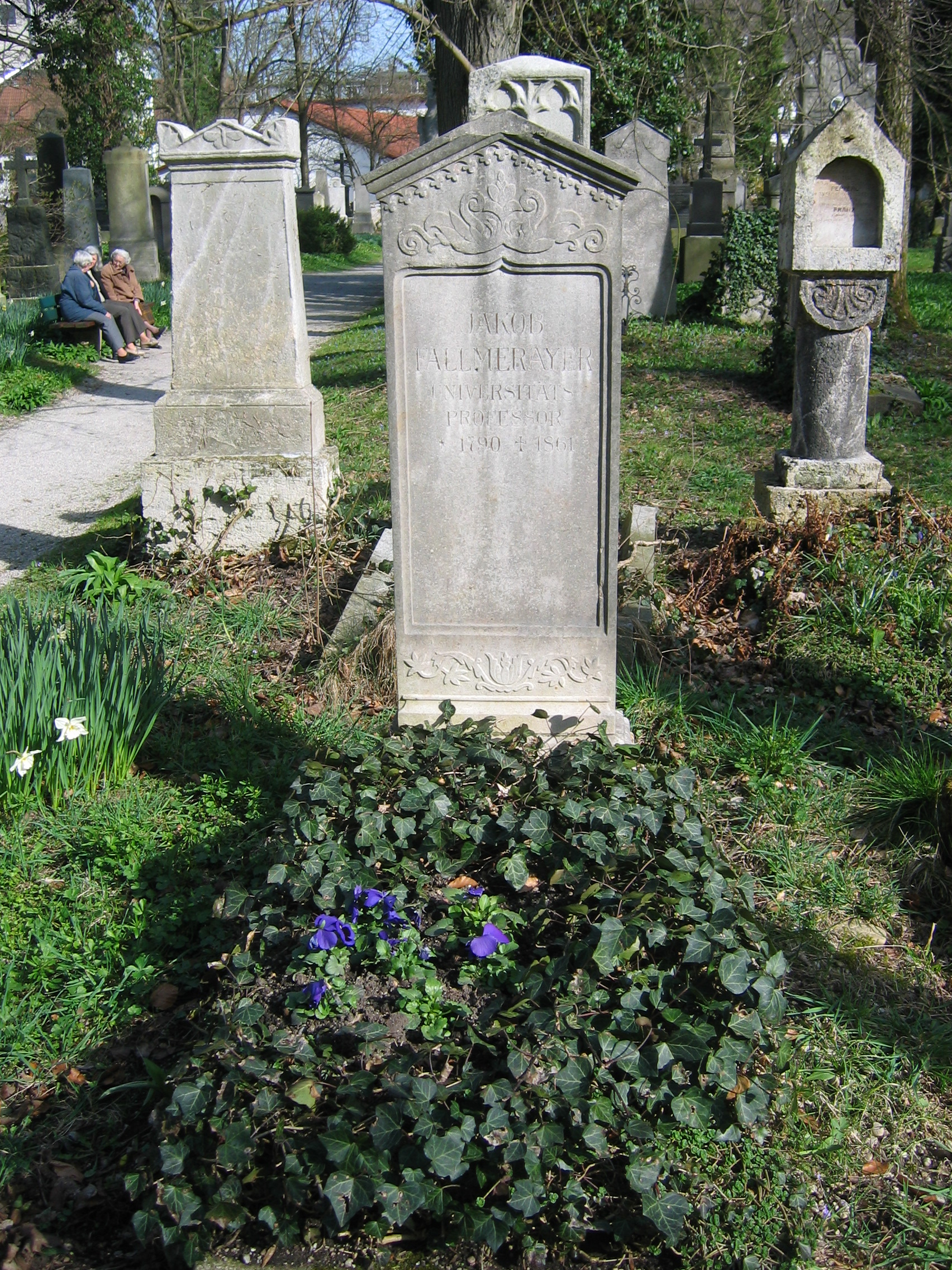
Надгробная плита Фальмерайера, Старое южное кладбище, Мюнхен.

Реакцией ультрамонтанистской партии в Мюнхене была организация атаки в прессе и в официальных кругах, с целью дискредитации Фальмерайера. В статье опубликованной в Tiroler Zeitung утверждалось, что в результате неуточнённого правонарушения в Афинах, Фальмерайер был наказан «рафанидосис», древним наказанием унижения, посредством вложения пучка редьки в анус.
25 января, Peter Ernst von Lasaulx предложил создание комиссии для рассмотрения изгнания Фальмерайера из Академии; несмотря на энергичную защиту Фальмерайера со стороны Leonhard von Spengel, предложение прошло голосами 10 против 8. Комиссия была образована в марте, и хотя она отклонила изгнание Фальмерайера, она решила объявить официальное порицание, которое было опубликовано в AZ 12 марта.
В последние десять лет своей жизни Фальмерайер продолжал публиковать политические и культурные статьи, в частности в журналах Donau и Deutsches Museum. С началом Крымской войны в 1854 году, активность Фальмерайера как корреспондента AZ вновь возросла. В этом конфликте он поддерживал европейско-оттоманскую коалицию против России. в то время как православная Греция, единственная из европейских государств, поддержала Россию.(см. Греция в годы Крымской войны). Фальмерайер вернулся также и к более академическим занятиям, посвятив в частности внимание серией публикаций средневековой истории Албании. Якоб Филипп Фальмерайер умер в Мюнхене 26 апреля 1861 года, в результате болезни сердца. Последняя запись в его дневнике, сделанная накануне вечером, гласит: Fahle Sonne (что означает «бледное солнце»).

## Вклад
Фальмерайер считается одним из видных интеллектуалов XIX века в немецкоязычном мире.
Он упоминается как «один из создателей Византинистики, как автор отвергнутой Греческой теории, как пророк всемирно-исторического противостояния между Западом и Востоком, и наконец как блестящий эссеист».
Фальмерайер описывается как «один из величайших немецких стилистов» и его Fragmente aus dem Orient является классикой немецкой литературы путешествий.
Фальмерайер был одним из трёх учёных (вместе с Gottlieb Lukas Friedrich Tafel и Georg Martin Thomas) которые заложили основы Византинистики как самостоятельной академической дисциплины в Германии. Их достижения увенчались в последующих поколениях созданием первого Германского Lehrstuhl византийских исследований в Мюнхене, первым руководителем которого стал Крумбахер, Карл.
Среди вкладов Фальмерайера в византийские исследования только История Трапезундской империи ещё считается авторитетной. Его характеристика византийского общества также подверглась ревизии в частности Дженкинсом (Romilly Jenkins).
Его Греческая теория была широко обсуждена при его жизни и отвергается сегодня. Её главным значением стал «сильный импульс к византийским и новогреческим исследованиям».
Ранний критицизм его теории был опубликованы австрийским учёным Bartholomaeus Kopitar, немцами Friedrich Thiersch, Johann Wilhelm Zinkeisen, и шотландцем Финлей, Джордж. Работа Фальмерайера сыграла решающую роль в развитии Византийской истории как дисциплины в Греции, где ряд учёных конца 19-го и начала 20-го веков опровергли тезис о расовом разрыве в истории греков (в частности Питтакис, Кирьякос и Папарригопулос, Константинос; Папарригопулос доказал в 1843 году, что в Теории Фальмерайера было множество «ловушек»).
В силу его настойчивого утверждения о славянском происхождения современных греков, Фальмерайер считался многими в Греции панславистом — характеристика, которая в любом случае не соответствует его работам о современной ему политике. Является иронией тот факт, что человек, чья политическая мысль характеризовалась откровенной славянофобией, был провозглашён в Греции как славянофил, панславист и царский агент.
В 20-м веке обвинение в «нео-Фальмерайеризме» использовалось греческими учёными против работ некоторых западноевропейских коллег, таких как Манго (Cyril Mango), чья работа в действительности не имеет отношения к Фальмерайеру (Обвинение было использовано и за пределами Греции Харанис, Питером в его дебатах с Сеттоном (Kenneth Setton)). Первый перевод работ Фальмерайера на греческий был издан лишь в 1984 году. Его переводчик и комментатор Константин Команос пишет что имя Фальмерайера в течение 150 лет упоминается на греческих землях с нескрываемой враждебностью и его книга несёт на себе анафему греческой исторической науки.
Однако Романос считает, что противостояние врагам является менее опасным, нежели общение только с друзьями. Романос приводит слова Эйденера (Hans Eideneier) согласно которым Фальмерайер со своей теорией стал «катализатором общих мыслей эллинов и филэллинов о том что является настоящими эллинскими ценностями …и косвенно отцом греческой исторической науки, которая решила обратиться к корням своей истории и языка ….Фальмерайер своим утверждением о крови, которая течёт или не течёт в венах греков, внёс больший вклад в их самосознание, нежели всё филэллинское движение центральной Европы» Романос продолжает, что Фальмерайер будет оценён кода либо не как враг эллинизма как такового, но как враг конкретной исторической формы идеалистического филэллинизма, обращённого в основном к древним грекам, а не к греческому духу и культуре всех эпох. Фальмерайер в этом случае уподобляется для греков патогенному микробу, сознательно введённому в организм, чтобы вызвать его защитную реакцию".
Взгляды Фальмерайера о расколе между «Западом» и «Востоком» основывались на его интерпретации Российской империи, в которой он видел мощную смесь Славянских этнических характеристик, Византийской политической философии, и Православной теологии. Хотя первоначально он воспринимал её с восхищением, и рассматривал Россию как потенциального спасителя от Наполеона, его взгляды изменились в середине 1840-х годов, вероятно в результате столкновения с Тютчевым, и он вскоре стал рассматривать Россию как огромную угрозу Западной Европе. В конце 1840-х он был убеждён что Россия завоюет Константинополь и Балканы, и вероятно затем славянские земли Габсбургов и Прусской империи. В середине 1850-х годов он был бесконечно рад успехам Европейско/Оттоманской коалиции в Крымской войне. Взгляды Фальмерайера относительно Востока и Запада представляли решающий разрыв с гегелевской идеалистической философией истории, и были охарактеризованы как предтеча тезиса «Столкновение цивилизаций» Хантингтон, Сэмюэл Филлипса.

## Политическое значение этнических теорий Фальмерайера
В 1830-х годах филэллины которые в предыдущем десятилетии поддержали возрождение греческого государства подозревали политические мотивации в его работах; а именно австрийское рвение к экспансии на юг на Балканы, и австрийский антагонизм с российскими интересами в регионе находили отражение в его работах. В этом контексте, призывы английских и французских интеллектуалов к возрождению «славы которой была Греция» принимались австрийцами в очень негативном свете, и любая австрийская теория о греках рассматривалась филэллинами на Западе с подозрением.
Фальмерайер был первым среди своих современников, который выдвинул безжалостную реальную политику в восточный вопрос и экспансионистские проекты царской России. Он был славянофобом и «страстно утверждал, что только сильное османское государство могло предотвратить российскую экспансию в Западную Европу».
Фальмерайер не скрывал, что политическими целями его работ было сдерживание славяно-российской экспансии и сохранения постнаполеоновского статус-кво. Фальмерайер писал что "большие интересы сегодняшнего порядка есть не что иное как сдерживание и укрощение московского превосходства. «Сохранение сегодняшнего порядка вещей в турецком государстве является жизненной проблемой для Европы» писал Фальмерайер.
Теория Фальмерайера была популярной как составляющая Национал-социалистической пропаганды в оккупированной Осью Греции (1941—1944) во время Второй мировой войны; получившие классическое образование нацистские офицеры, использовали её как оправдание при совершении ряда зверств против греческого населения.

## Избранные работы
- 1827: Geschichte des Kaisertums von Trapezunt (History of the Empire of Trebizond) (Munich).
- 1830: Geschichte der Halbinsel Morea während des Mittelalters. Teil 1: Untergang der peloponnesischen Hellenen und Wiederbevölkerung des leeren Bodens durch slavische Volksstämme (History of the Morea Peninsula during the Middle Ages. Part one: Decline of the Peloponnesian Hellenes and repopulation of the empty land by Slavic peoples) (Stuttgart).
- 1835: Welchen Einfluß hatte die Besetzung Griechenlands durch die Slawen auf das Schicksal der Stadt Athen und der Landschaft Attika? Oder nähere Begründung der im ersten Bande der Geschichte der Halbinsel Morea während des Mittelalters aufgestellten Lehre über die Enstehung der heutigen Griechen (What influence did the occupation of Greece by the Slavs have on the fate of the city of Athens and of the countryside of Attica? Or, a more detailed explanation of the theory regarding the origin of the present-day Greeks that was proposed in the first volume of the History of the Morea Peninsula during the Middle Ages) (Stuttgart).
- 1836: Geschichte der Halbinsel Morea während des Mittelalters. Teil 2: Morea, durch innere Kriege zwischen Franken und Byzantinern verwüstet und von albanischen Colonisten überschwemmt, wird endlich von den Türken erobert. Von 1250—1500 nach Christus (Part two: Morea, devastated by internal wars between the Franks and the Byzantines, and inundated by Albanian colonists, is finally captured by the Turks. From 1250 through 1500 A.D.) (Tübingen).
- 1843-44: Originalfragmente, Chroniken, Inschriften und anderes Material zur Geschichte des Kaisertums Trapezunt (Original fragments, chronicles, inscriptions, and other material on the history of the Empire of Trebizond) (Abhandlungen der Historischen Klasse der Bayerischen Akademie der Wissenschaften. Bd. 3, Abt. 3, pp. 1-159 and Bd. 4, Abt. 1, pp. 1-108).
- 1845: Fragmente aus dem Orient (Fragments from the Orient) [2 volumes] (Stuttgart). Available online
- 1852: Denkschrift über Golgotha und das Heilig-Grab: Der Evangelist Johannes, der jüdische Geschichtsschreiber Flavius Josephus und die Gottesgelehrtheit des Orients (Meditation on Golgotha and the Holy Grave: John the Evangelist, the Jewish historian Flavius Josephus, and the divine erudition of the Orient) (Abhandlungen der Historischen Klasse der Bayerischen Akademie der Wissenschaften. Bd. 6, Abt. 3, 643-88).
- 1853: Das Tote Meer (The Dead Sea) (Abhandlungen der Historischen Klasse der Bayerischen Akademie der Wissenschaften. Bd. 7, Abt. 1, pp. 39-144).
- 1857: Das albanesische Element in Griechenland. Abt. 1: Über Ursprung und Altertum der Albanesen (The Albanian element in Greece. Pt. 1: On the origin and antiquity of the Albanians.) (Abhandlungen der Historischen Klasse der Bayerischen Akademie der Wissenschaften. Bd. 8, Abt. 2, pp. 417-87).
- 1860-61: Das albanesische Element in Griechenland. Abt. 2 und 3: Was man über die Taten und Schicksale des albanesischen Volkes von seinem ersten Auftreten in der Geschichte bis zu seiner Unterjochung durch die Türken nach dem Tode Skander-Bergs mit Sicherheit wissen kann. (Pts. 2 and 3: What can be known with certainty about the deeds and fate of the Albanian people from their first appearance in history until their subjugation by the Turks after the death of Skanderberg.) (Abhandlungen der Historischen Klasse der Bayerischen Akademie der Wissenschaften. Bd. 8, Abt. 3, pp. 657—736 and Bd. 9, Abt. 1, pp. 3-110).
- 1861: G.M. Thomas, ed., Gesammelte Werke. Bd. 1: Neue Fragmente aus dem Orient. Bd. 2: Politische und kulturhistorische Aufsätze. Bd. 3: Kritische Versuche. (Collected works. V. 1: New fragments from the Orient. V. 2: Political and cultural-historical essays. V. 3: Critical essays.) (Leipzig). Available online
- 1877: G.M. Thomas, ed., Fragmente aus dem Orient (2nd edition, Stuttgart).
- 1913: H. Feigl and E. Molden, eds., Schriften und Tagebücher: Fragmente aus dem Orient. Neue Fragmente. Politisch-historische Aufsätze — Tagebücher (in Auswahl) (Writings and diaries: Fragments from the Orient, New fragments, Political-historical essays — Selections from the diaries) (Munich and Leipzig).
- 1943: E. Mika, ed., Byzanz und das Abendland: Ausgewählte Schriften (Byzantium and the West: selected writings) (Vienna).
- 1949: F. Dölger, ed., Hagion Oros oder der Heilige Berg Athos (Hagion Oros, or, the Holy Mount Athos) (Vienna).
- 1963: H. Reidt, ed., Fragmente aus dem Orient (Munich).
- 1978: F.H. Riedl, ed., Hagion Oros oder der Heilige Berg Athos (Bozen). ISBN 88-7014-008-3
- 1978: A. Kollautz, ed., Antrittsvolesung über Unversalgeschichte, gehalten zu Landshut am 20. November 1862 (Inaugural lecture on universal history, held at Landshut on November 20, 1862) (Der Schlern 52, pp. 123-39).
- 1980: Geschichte des Kaisertums von Trapezunt (reprint of 1827 edition) (Hildesheim). ISBN 3-487-00585-9
- 1984: E. Thurnher, ed., Reden und Vorreden (Speeches and Forewords) (Salzburg and Munich). ISBN 3-7025-0198-3
- 1990: E. Thurnher, ed., Europa zwischen Rom und Byzanz (Europe between Rome and Byzantium) (Bozen). ISBN 88-7014-576-X
- 2002: E. Hastaba, ed., Der Heilige Berg Athos (Bozen). ISBN 88-7283-174-1
- 2003: N. Nepravishta, tr., Elementi shqiptar në Greqi (Albanian translation of Das albanesische Element in Griechenland) (Tirana). ISBN 99927-950-0-X
- 2007: Fragmente aus dem Orient (Bozen). ISBN 88-7283-254-3